# Kenji Johjima
Kenji Johjima, född den 8 juni 1976 i Sasebo, är en japansk professionell basebollspelare som tog brons vid olympiska sommarspelen 2004 i Aten.
Johjima representerade Japan i World Baseball Classic 2009, där Japan vann. Han spelade nio matcher och hade ett slaggenomsnitt på 0,333.
Johjima spelade 2006-2009 för Seattle Mariners i Major League Baseball (MLB).